# Ángeles Flórez Peón
Ángeles Flórez Peón   (Blimea, 17 de novembre de 1918 - Gijón, 23 de maig de 2024), més coneguda com a Maricuela, va ser una política i activista asturiana. Va ser presidenta d'honor de les Joventuts Socialistes d'Astúries (JSA).

## Biografia
De pares separats, Flórez va començar a treballar als dotze anys com a serventa. Quan en tenia setze, va perdre el seu germà major, Antonio, assassinat al costat d'altres vint-i-tres homes durant la repressió de la vaga revolucionària d'octubre de 1934 en Carbayín. Aquest fet va propiciar que s'afiliés a les Joventuts Socialistes Unificades el 1936. Després del cop d'estat de juliol es va fer miliciana a Colloto. També va ser infermera en un hospital de campanya a Gijón. El nom pel qual és coneguda, Maricuela, fa referència al personatge protagonista d'una obra de teatre titulada Arriba los pobres del mundo (Jacinto Sánchez, 1934) que Flórez, amb disset anys, interpretava quan va esclatar la Guerra civil espanyola.
Flórez va ser detinguda a l'octubre de 1937, quan Astúries va caure en poder de l'exèrcit franquista i, en un consell de guerra celebrat el febrer de 1938, va ser condemnada a quinze anys de reclusió, que posteriorment li va ser rebaixada a nou anys. Des de maig de 1938, va estar reclosa a la presó de dones de Saturraran, a Guipúscoa, i l'agost de 1941 en va sortir en llibertat vigilada. Després d'estar-se un temps a Barakaldo, on vivia una germana seva, va tornar a Astúries i va viure a Oviedo i l'Entregu, on va treballar en una sidreria i en una farmàcia.
El seu promès, de nom Quintín Serrano, va morir el 1939, afusellat pel franquisme, mentre ella era a la presó. El 1946, Flórez es va casar amb Graciano Rozada Vallina, «Chano», que va participar en la reorganització del PSOE i la UGT d'Astúries. A causa de la seva implicació en aquests processos, Rozada va decidir escapar a França a l'agost de 1947 davant el risc de ser detingut. Flórez i la seva filla Ángeles, que tenia aleshores deu mesos, es van reunir amb ell al març de 1948 després de veure's involucrada en la mort d'un grup de guerrillers. Després va tenir un altre fill, José Antonio. La seva implicació política va seguir sent important des de l'exili i va participar de forma activa al VII Congrés del PSOE celebrat el 1958.
Va tornar a Espanya el 1960 per visitar la seva família i va ser detinguda a la frontera, encara que va poder continuar la seva visita fins a Astúries i tornar després a França. En 2003, va morir el seu marit en Sant Alòi de Montagut i ella va tornar a Astúries un any més tard, establint-se a Gijón, on va formar part de les JSA des de començaments de 2013.
En 2014, amb noranta-cinc anys, Flórez va començar a utilitzar la xarxa social Facebook per compartir les seves idees i opinions polítiques. A més, per mantenir viva la memòria històrica d'aquesta època i de la seva generació, l'any 2013 va publicar una recopilació de testimonis de la Revolució del 34 i de la guerra civil, i el 2018 va presentar un llibre amb les seves memòries a la Fira del Llibre de Madrid. Tot i no haver publicat les seves memòries fins al 2018, feia dècades que havia començat a escriure-les, quan encara vivia a França, amb una màquina d'escriure que li va aconseguir la seva família.
Ángeles Flórez Peón va morir als cent-cinc anys a Gijón el 23 de maig de 2024.

## Reconeixements
L'octubre de 2016, el Club de les 25 va retre un homenatge a Flórez i va lliurar-li un premi per «la seva defensa a la llibertat i la democràcia», que va rebre de mans de la llavors directora de Diario 16, la periodista Cristina Fallaràs. Aquests premis, que l'associació feminista lliura anualment amb l'objectiu de «visibilitzar a les dones i els seus problemes» van ser també rebuts per altres dones rellevants com ara la periodista Pepa Bueno o l'escriptora Almudena Grandes.
El 21 d'octubre de 2017, Flórez va rebre el Guardó Pozu Fortuna, que lliura anualment l'Associació Fòrum Pozu Fortuna en col·laboració amb l'Ajuntament de Mieres i pel qual es reconeix a «aquelles persones, organismes o entitats que s'hagin distingit en la realització d'accions o obres que realcin els valors d'humanitat, llibertat, solidaritat, pau i defensa dels drets humans». El lliurament del premi es va fer a l'entorn del pou de Mieres, una de les fosses comunes més grans d'Astúries.

## Obra
- 2013 Las sorpresas de Maricuela. Edicions Trea. Gijón. ISBN 9788497047104.
- 2018 Memorias de Ángeles Flórez Peón «Maricuela». Fundació Pablo Iglesias.